# 第21独立自動車化歩兵大隊 (ウクライナ陸軍)
第21独立自動車化歩兵大隊（だい21どくりつじどうしゃかほへいだいたい、ウクライナ語: 21-й окремий мотопіхотний батальйон）は、ウクライナ陸軍の大隊のひとつ。第56独立自動車化歩兵旅団隷下。

## 概要

### ドンバス戦争

#### ウクライナ領土防衛大隊
2014年5月6日、ドンバス戦争の影響に伴い、義勇軍ウクライナ領土防衛大隊の第21サルマタイ領土防衛大隊として、ヘルソン州の行政支援を受け、ヘルソンで創設された。
2014年7月から、ドンバス戦争に投入され、南部ヘルソン州の検問所に配備された。

#### ウクライナ陸軍
2014年11月、ウクライナ陸軍に編入し、オデッサ州駐屯の第28独立機械化旅団隷下に配属され、第21独立自動車化歩兵大隊に改編した。
2015年2月23日、新編されたドニプロペトロウシク州駐屯の第56独立自動車化歩兵旅団隷下に転属した。

### ロシアのウクライナ侵攻

#### 東部アウディーイウカの戦い
2022年1月から、ドンバス戦争で東部ドネツィク州ドネツィク近郊に配備されていたため、ロシアのウクライナ侵攻はそのまま開戦した。

#### 東部ピスキーの戦い
2022年7月から、東部ドネツィク州ピスキーに配備されたが、9月にピスキーは陥落した。

#### 東部ヴフレダールの戦い
2023年2月、東部ドネツィク州ヴォルノヴァーハ地区ヴフレダールに配備された。

#### 東部バフムートの戦い
2023年5月、東部ドネツィク州バフムート地区に配備されている。

## 編制
- 大隊本部（スカドフスク）
- 第1中隊
- 第2中隊
- 第3中隊
- 迫撃砲中隊
- 対空砲小隊
- 偵察小隊
- 工兵小隊
- 後方支援隊